# Mount Little, Västantarktis
Mount Little är ett berg i Antarktis. Det ligger i Västantarktis. Inget land gör anspråk på området. Toppen på Mount Little är 1 003 meter över havet, eller 193 meter över den omgivande terrängen. Bredden vid basen är 4,6 km.
Terrängen runt Mount Little är huvudsakligen platt, men norrut är den kuperad. Trakten är obefolkad. Det finns inga samhällen i närheten. 